# Кралска войнишка каракуда
Кралската войнишка каракуда (Argyrops spinifer) е вид бодлоперка от семейство Sparidae. Видът не е застрашен от изчезване.

## Разпространение и местообитание
Разпространен е в Австралия, Бангладеш, Бахрейн, Бруней, Виетнам, Джибути, Египет, Еритрея, Йемен, Израел, Индия, Индонезия, Йордания, Иран, Камбоджа, Катар, Кения, Китай, Кокосови острови, Кувейт, Мавриций, Мадагаскар, Малайзия, Малдиви, Мианмар, Мозамбик, Обединени арабски емирства, Оман, Остров Рождество, Пакистан, Папуа Нова Гвинея, Провинции в КНР, Реюнион, Саудитска Арабия, Сейшели, Сингапур, Сомалия, Судан, Тайван, Тайланд, Танзания, Филипини, Хонконг, Шри Ланка, Южна Африка и Япония.
Среща се на дълбочина от 10 до 150 m, при температура на водата от 20,4 до 27,4 °C и соленост 33,8 – 36,3 ‰.

## Описание
На дължина достигат до 70 cm.